# Fiore selvaggio (film 1947)
Fiore selvaggio (Driftwood) è un film del 1947, diretto da Allan Dwan.

## Trama
La piccola Jenny vive col bisnonno, il reverendo Hollingsworth, unici abitanti del paese di Bullford Springs, popolato ai tempi della corsa all'oro ed ora deserto ed isolato. L'anziano religioso muore, e la bambina si avventura, sola, in mezzo alla foresta: qui vede un piccolo aereo precipitare, e subito dopo un cane collie, evidentemente superstite dall'incidente, le si avvicina, e la segue. Jenny viene trovata il mattino dopo, col cane, addormentata ai bordi di una strada, e viene presa in custodia dal dottor Steve Webster, che passava di lì in auto, e che la porta dallo sceriffo del centro abitato. In attesa di sistemare la piccola nell'orfanotrofio della vicina cittadina, Jenny, priva di parenti, viene ospitata per qualche giorno a casa di Steve, che abita assieme a Murph, un tempo suo tutore, farmacista del locale drugstore.
La bambina, con la sua sorprendente ed a volte imbarazzante schiettezza, fa la conoscenza di diversi abitanti del paese, da Susan Moore, la fidanzata di Steven, a Mathilda, caustica e arguta zia di Susan, al giudice Beckett, anche proprietario di un negozio di abbigliamento con il quale Steven baratta vestiti per Jenny in cambio di qualche tonsillectomia per i suoi figli, perché la piccola non si senta emarginata rispetto agli altri bambini della località. Fra questi spicca il figlio del sindaco Snyder, il bulletto Lester, dai soprusi del quale un giorno il cane, ora battezzato Hollingsworth, difende Jenny: come conseguenza il sindaco cita in giudizio Steven, affermando che il cane avrebbe morso il bambino. Il dibattimento in aula si risolve tuttavia con l'assoluzione, mentre il cane, pure presente al processo, viene trattenuto in custodia per osservazione, nel caso fosse portatore di rabbia.
Steve è un ricercatore in campo medico, ed è in attesa della lettera di un istituto di ricerca di San Francisco. dove intenderebbe recarsi per proseguire i propri studi, allontanandosi quindi da Susan, che è contraria a questo trasferimento tanto quanto Jenny, che, paventando il futuro soggiorno all'orfanotrofio, gli nasconde l'attesa lettera quando arriva, nella speranza di continuare a vivere con lui. Steve è specialista in epidemiologia, e si sta interessando al momento di una particolare malattia infettiva molto pericolosa che rischia di propagarsi, e per la quale, insieme a Murph, ha fatto scorta di vaccini per la popolazione che tuttavia non pare volersi sottoporre all'inoculazione. Un giorno, in un diverbio col sindaco, i contenitori contenenti le colture batteriche nel laboratorio del dottore si rompono. Steve disinfetta il locale, ma ancor prima appare che Clem Perkins un bambino del posto, ha contratto la malattia ed è in fin di vita. Clem muore, e solo allora gli abitanti del paese fanno la fila davanti allo studio di Steven per fare vaccinare i propri bambini.
Jenny, fuggendo dalla casa di Steve si reca alle prigioni, dove, con la complicità di Abner Green, un detenuto, riesce a liberare il cane Hollingsworth. Ma tornando a casa ha un malore: è stata colpita dal morbo, verosimilmente durante l'incidente al laboratorio. La notizia dell'aereo precipitato nella vicina foresta il giorno del ritrovamento di Jenny si è diffusa, e su un quotidiano si legge che il velivolo apparteneva ad un centro di ricerche mediche dirette dal dottor Nicholas Adams, che, sulle colonne del giornale lamenta la perdita, nell'incidente, di un cane appartenente all'istituto, Tamerlan, che aveva sviluppato una forte immunità proprio verso la malattia studiata da Steve, e che aveva portato Clem alla morte, dal sangue del quale cane si sarebbe potuto trarre un antidoto per curare la malattia. Appare chiaro che Hollingsworth, che ora risponde con particolare vivacità se chiamato col suo nome originario, è Tamerlan.
Con Jenny a letto in condizioni gravissime Steve e Murph si mettono a preparare la medicina tratta dal sangue di Hollingsworth, ma, in mancanza di un abboccamento col dottor Adams, che è al momento irreperibile, non possono immaginare la dose da usare, col pericolo di peggiorare la situazione della malata, con conseguenze forse letali. Alla fine riescono a parlare con Adams e somministrano il preparato a Jenny, mentre il pastore locale, con un gruppo di bambini, aiuta con la preghiera. Il giorno dopo Jenny dà segni di miglioramento. Intanto è giunto al capezzale della bambina anche il dottor Adams, con una ricca dotazione in denaro da parte dell'istituto medico da lui guidato, assegnato a Steve perché continui le proprie ricerche: egli decide di non trasferirsi e di usufruire dei fondi di ricerca rimanendo nel paese, con la propria nuova famiglia, costituita da Susan, da Jenny e dal cane di casa.